# Campeonato Mundial de Curling Masculino de 2022
El LXIV Campeonato Mundial de Curling Masculino se celebró en Las Vegas (Estados Unidos) entre el 2 y el 10 de abril de 2022 bajo la organización de la Federación Mundial de Curling (WCF) y la Federación Estadounidense de Curling.
Las competiciones se realizaron en la Orleans Arena de la ciudad estadounidense.
Los deportistas de Rusia y Bielorrusia fueron excluidos de este campeonato debido a la invasión rusa de Ucrania.

## Tabla de posiciones
| Pos | Equipo          | G  | P  | G–P |
| --- | --------------- | -- | -- | --- |
| 1   | Canadá          | 10 | 2  | –   |
| 2   | Suecia          | 9  | 3  | –   |
| 3   | Italia          | 8  | 4  | –   |
| 4   | Escocia         | 7  | 5  | 1–0 |
| 5   | Estados Unidos  | 7  | 5  | 0–1 |
| 6   | Suiza           | 6  | 6  | 1–1 |
| 7   | Alemania        | 6  | 6  | 1–1 |
| 8   | Corea del Sur   | 6  | 6  | 1–1 |
| 9   | República Checa | 5  | 7  | 1–0 |
| 10  | Noruega         | 5  | 7  | 0–1 |
| 11  | Finlandia       | 4  | 8  | –   |
| 12  | Países Bajos    | 3  | 9  | –   |
| 13  | Dinamarca       | 2  | 10 | –   |

## Cuadro final
|  | Clasif. a semifinales | Clasif. a semifinales |                |   | Semifinales | Semifinales  |                |        | Final  | Final |  |
|  |                       |                       |                |   |             |              |                |        |        |       |  |
|  |                       |                       |                |   |             |              |                |        |        |       |  |
|  |                       |                       |                |   |             |              |                |        |        |       |  |
|  |                       |                       |                |   |             |              |                |        |        |       |  |
|  |                       |                       |                |   |             |              |                |        |        |       |  |
|  |                       | Canadá                | 8              |   |             |              |                |        |        |       |  |
|  |                       |                       | 8              |   |             |              |                |        |        |       |  |
|  |                       |                       | Estados Unidos | 5 |             |              |                |        |        |       |  |
|  | Escocia               | 4                     | Estados Unidos | 5 |             |              |                |        |        |       |  |
|  | Escocia               | 4                     |                |   |             |              |                |        |        |       |  |
|  | Estados Unidos        | 6                     |                |   |             |              |                |        |        |       |  |
|  | Estados Unidos        | 6                     |                |   |             |              |                | Canadá | 6      |       |  |
|  |                       |                       |                |   |             |              |                | Canadá | 6      |       |  |
|  |                       |                       | Suecia         | 8 |             |              |                |        |        |       |  |
|  |                       |                       | Suecia         | 8 |             |              |                |        |        |       |  |
|  |                       |                       |                |   |             |              |                |        |        |       |  |
|  |                       |                       |                |   |             |              |                |        |        |       |  |
|  |                       | Suecia                | 8              |   |             | Tercer lugar | Tercer lugar   |        |        |       |  |
|  |                       |                       | 8              |   |             | Tercer lugar | Tercer lugar   |        |        |       |  |
|  |                       |                       | Italia         | 4 |             |              |                |        |        |       |  |
|  | Italia                | 10                    | Italia         | 4 |             |              | Estados Unidos | 4      |        |       |  |
|  | Italia                | 10                    |                |   |             |              | Estados Unidos | 4      |        |       |  |
|  | Suiza                 | 4                     |                |   |             |              |                |        | Italia | 13    |  |
|  | Suiza                 | 4                     |                |   |             |              |                |        | Italia | 13    |  |
|  |                       |                       |                |   |             |              |                |        |        |       |  |

## Medallistas
| Evento    | Oro                                                                                            | Plata                                                                                | Bronce                                                                                      |
| --------- | ---------------------------------------------------------------------------------------------- | ------------------------------------------------------------------------------------ | ------------------------------------------------------------------------------------------- |
| Masculino | Suecia · Niklas Edin · Oskar Eriksson · Rasmus Wranå · Christoffer Sundgren · Daniel Magnusson | Canadá · Bradley Gushue · Mark Nichols · Brett Gallant · Geoff Walker · Eric Harnden | Italia · Joël Retornaz · Amos Mosaner · Sebastiano Arman · Simone Gonin · Mattia Giovanella |